# 왕땅강아지
왕땅강아지(Giant Mole Cricket)는 땅강아지과 땅강아지속에 딸린 땅강아지의 일종이다. 대초원땅강아지(prairie mole cricket)라고도 하는 이 땅강아지는 미국의 고유종이며, 북미 대륙의 땅강아지 및 귀뚜라미 부류 중에서 가장 큰 종이다. 본디 서식지는 온화한 초원을 좋아하지만 서식지 파괴로 오클라호마, 캔자스, 미주리, 아칸소의 4개 주의 일부 지역에서만 발견되고 있다.
왕땅강아지 수컷은 앞날개를 비벼 소리를 내는데, 초원의 흙속에 이중 지수 곡선 형의 굴을 파놓고 그 굴 안에 들어앉아 노래를 불러 노래소리를 크게 증폭시켜 암컷을 유인한다. 이렇게 지하로 전해지는 왕땅강아지의 노래는 400 미터 밖에서도 들을 수 있다. 수컷들은 자기들의 노래굴을 레크에 만들어놓고 지하로 전해지는 진동에 매우 민감하게 반응한다. 수컷들끼리는 진동 신호로 의사소통하고 암컷들에게는 노래를 하는데 이 노래는 특이하게도 다른 땅강아지들의 울음소리와 달리 화음이 있다.